# Verleihung des Nestroy-Theaterpreises 2023
Die Nestroyverleihung 2023 ist die 24. Verleihung des Nestroy-Theaterpreises. Diese fand am 5. November 2023 im Volkstheater in Wien statt und wurde auf ORF III zeitversetzt übertragen.
Als Moderatoren der Preisverleihung fungierten wie bei der Verleihung 2022 Nadja Bernhard und Peter Fässlacher. Musikalisch begleitet wurde der Abend von der Band pt art unter der Leitung von Norbert Hebertinger. Das Buch für die Gala verfasste erneut Gerald Fleischhacker, die Regie übernahm wieder André Turnheim.
Die Gewinner der Kategorien Bestes Stück – Autorenpreis und Lebenswerk wurden im Vorfeld am 2. Oktober 2023 gleichzeitig mit den Nominierungen bekannt gegeben.
Die Jury setzte sich 2023 aus folgenden Personen zusammen: Margarete Affenzeller, Karin Cerny, Sonja Harter, Wolfgang Kralicek, Petra Paterno, Martin Thomas Pesl und Susanna Schwarzer. Als Juryvorsitzende folgte Alexandra Althoff, von 2019 bis 2022 stellvertretende künstlerische Direktorin am Burgtheater, Ulli Stepan nach.

## Ausgezeichnete und Nominierte 2023
Anmerkung: Es sind alle Nominierten des Jahres angegeben, der Gewinner steht immer zuoberst. Die Verleihung des Nestroy 2023 bezieht sich auf die Theatersaison 2022/23.
| Meiste Nestroys:      | Ophelia’s Got Talent (2 Nestroys)                                       |
| Meiste Nominierungen: | Die Eingeborenen von Maria Blut, Ophelia’s Got Talent (3 Nominierungen) |

### Beste deutschsprachige Aufführung
Angabe der Person – Inszenierung Jossi Wieler – Deutsches Theater Berlin
Gier – Inszenierung Christopher Rüping – Schauspielhaus Zürich
Ophelia’s Got Talent – Inszenierung Florentina Holzinger – Volksbühne am Rosa-Luxemburg-Platz Berlin, Spirit, Tanzquartier Wien, Volkstheater

### Beste Bundesländer-Aufführung
Bunbury. Ernst sein is everything! – Inszenierung Claudia Bossard – Schauspielhaus Graz
Schnee Weiß (Die Erfindung der alten Leier) – Inszenierung Katrin Plötner – Landestheater Linz
Schnee Weiß (Die Erfindung der alten Leier) – Inszenierung Joachim Gottfried Goller – Tiroler Landestheater

### Beste Regie
Tomas Schweigen – Faarm Animaal – Schauspielhaus Wien
Lucia Bihler – Die Eingeborenen von Maria Blut – Burgtheater/Akademietheater
Markus Öhrn – Szenen einer Ehe – Volkstheater

### Beste Ausstattung
Nikola Knežević (Bühne) – Ophelia’s Got Talent – Volksbühne am Rosa-Luxemburg-Platz Berlin, Spirit, Tanzquartier Wien, Volkstheater
Victoria Behr (Kostüme) – Die Eingeborenen von Maria Blut – Burgtheater/Akademietheater
Mirjam Stängl (Bühne) – Zwiegespräch – Burgtheater/Akademietheater

### Beste Schauspielerin
Saioa Alvarez Ruiz – Ophelia’s Got Talent – Volksbühne am Rosa-Luxemburg-Platz Berlin, Spirit, Tanzquartier Wien, Volkstheater
Julia Kreusch – Die Blendung (Therese Krumbholz) – Landestheater Niederösterreich
Katharina Lorenz – Das weite Land (Genia) – Burgtheater/Akademietheater, Ruhrtriennale
Birgit Minichmayr – Der Raub der Sabinerinnen (Emanuel Striese) – Burgtheater/Akademietheater
Valery Tscheplanowa – Nathan der Weise (Nathan) – Salzburger Festspiele

### Bester Schauspieler
Michael Maertens – Das weite Land (Friedrich Hofreiter) – Burgtheater/Akademietheater, Ruhrtriennale
Elias Eilinghoff – Szenen einer Ehe (Johan) – Volkstheater
Frieder Langenberger – Bunbury. Ernst sein is everything! (John Worthing) – Schauspielhaus Graz
Alexander Pschill – Der große Diktator (Barbier/Hynkel) – Theater in der Josefstadt/Kammerspiele der Josefstadt
Nicolas Streit – Bent – wirgehenschonmalvor, Theater Nestroyhof Hamakom

### Beste Nebenrolle
Dorothee Hartinger – Der Raub der Sabinerinnen (Rosa) – Burgtheater/Akademietheater
David Fuchs – Ein Kind (Der Großvater/Der Dechant) – Theater der Jugend/Theater im Zentrum
Katrija Lehmann – Die kahle Sängerin (Mary) – Schauspielhaus Graz
Martina Stilp – Sommergäste (Marja Lwowna) – Theater in der Josefstadt
Tim Werths – Die gefesselte Phantasie (Die poetische Phantasie) – Burgtheater

### Bester Nachwuchs(Schauspiel)
Tommy Fischnaller-Wachtler – Effi Briest (Effi Briest) – Bronski & Grünberg
Cecilia Pérez – Schnee Weiß (Die Erfindung der alten Leier) – Landestheater Linz
Lili Winderlich – Die Eingeborenen von Maria Blut – Burgtheater/Akademietheater

### Bester Nachwuchs(Musik, Autor, Bühne und Kostüm)
Selma Kay Matter (Autorin) – Grelle Tage – Schauspielhaus Wien
Oskar Haag (Musik) – Wie es euch gefällt – Burgtheater
Julia Neuhold (Bühne und Kostüme) – Schnee Weiß (Die Erfindung der alten Leier) – Tiroler Landestheater

### Beste Off-Produktion
Ahnfrauen – Inszenierung Nadja Brachvogel – Die Rabtaldirndln und Kosmos Theater
Bent – Inszenierung Matthias Köhler – wirgehenschonmalvor, Theater Nestroyhof Hamakom
JUSTITIA! Identity Cases – Inszenierung Gin Müller, Natalie Ananda Assmann, Selina Shirin Stritzel und Andreas Fleck – Verein zur Förderung der Bewegungsfreiheit und brut Wien

### Bestes Stück – Autorenpreis
karpatenflecken – Thomas Perle – Burgtheater

### Spezialpreis
Heimweh – Inszenierung Victoria Halper und Kai Krösche – DARUM und WUK performing arts
Griessner Stadl (Ferdinand Nagele und Anita Winkler) – PROTESTANTEN vertreibung aus der heimath von Thomas Perle, Inszenierung Martin Kreidt
Die Namenlosen von Nesterval, Text Teresa Löfberg, Inszenierung Martin Finnland – brut Wien

### Lebenswerk
Emmy Werner

### Publikumspreis
Nick Romeo Reimann
Anja Herden, Nicole Heesters, Valerie Pachner, Stefanie Reinsperger, Doris Uhlich, Rainer Galke, Oskar Haag, Felix Kammerer, Robert Meyer